# Бавыкин, Вадим
Вадим Бавыкин (род. 4 октября 1970) — рождённый в СССР израильский метатель копья.

## Биография
В советское время посещал знаменитую легкоатлетическую школу для талантливых детей им В. И. Алексеева. Эмигрировал в Израиль в 1990 году.
Выступал за Израиль на чемпионате мира по легкой атлетике в Токио и занял десятое место. Позже участвовал в чемпионатах мира в 1993, 2001, 2003 and 2005 годах. Также участвовал в Олимпийских играх 1992 года в Барселоне, но не достиг финального этапа.
В 1994 году у Бавыкина были обнаружены стероиды в анализе крови, и он был отстранен от соревнований на четыре года.
Лучший личный рекорд — 81,94 метра, установленный в июне 2004 года в Сарагосе, Испания. Это текущий рекорд Израиля.

## Полемика в ИААФ
Вадим Бавыкин эмигрировал в Израиль в 1990 году. По требованиям Международной ассоциации легкоатлетических федераций (ИААФ) необходимо, чтобы эмигрирующий гражданин прожил три года в новой стране, прежде чем он сможет участвовать в соревнованиях. Тем не менее президент советской федерации легкой атлетики Игорь Тер-Ованесян подписал соглашение, которое позволило недавним советским эмигрантам в Израиль участвовать в соревнованиях только после одного года проживания.
Соглашение позволило Израилю добавить трех спортсменов — Игоря Аврунина в толкании ядра и метании диска, Вадима Бавыкина в метании копья и Владимира Островского в ходьбе на 20 км — к команде Рогеля Нахума (тройной прыжок среди мужчин) и Орита Колодного (бег на 200 и 400 метров).
Благодаря этому соглашению Вадим Бавыкин смог принять участие в
чемпионате мира 1991 года в Токио и Олимпийских играх 1992 года в Барселоне.